# Saint-Léonard, Seine-Maritime

Saint-Léonard este o comună în departamentul Seine-Maritime, Franța. În 1 ianuarie 2022 avea o populație de 1.699 de locuitori.